# Ceratoculicoides gracilipes
Ceratoculicoides gracilipes är en tvåvingeart som först beskrevs av Remm 1967.  Ceratoculicoides gracilipes ingår i släktet Ceratoculicoides och familjen svidknott. Inga underarter finns listade i Catalogue of Life.